# فاريزلا
فاريسيلا هي بلدية في مدينة تورينو الحضرية، في منطقة بيمنتة الإيطالية، وتقع في فال سيروندا على بعد حوالي 25 كيلومتر (16 ميل) شمال غرب تورينو.
أعلى نقطة في أراضيها هي قمة مونتي كولومبانو، 1,658 متر (5,440 قدم) فوق مستوى سطح البحر.